# Kraśnik (comune rurale)
Kraśnik è un comune rurale polacco del distretto di Kraśnik, nel voivodato di Lublino.
Ricopre una superficie di 105,36 km² e nel 2004 contava 6 997 abitanti.
Il capoluogo è Kraśnik, che non fa parte del territorio ma costituisce un comune a sé.